# Майкл (фільм, 1996)
«Майкл» (англ. Michael) — американський художній фільм, знятий в жанрі комедійної мелодрами американським режисером Норою Ефрон 1996 року. Прем'єра фільму в США відбулася 25 грудня 1996 року.

## Сюжет
Дія фільму відбувається перед Різдвом. До друкованого видання, що спеціалізується на сенсаціях (так звана жовта преса), приходить лист із провінції, в якому написано, що в місцевому мотелі вже шість місяців живе справжній ангел з крилами, якого звати Майкл. Один із репортерів, що був на межі звільнення, отримує завдання привезти цього ангела в Чикаго. Разом з ним їде «фахівець з ангелів» (у житті — дама, яка заробляє вигулюванням собак зайнятих господарів) і господар песика, який є талісманом газети (головний редактор мав у дитинстві таку ж собаку). Троє героїв приїжджають до зазначеного мотеля і там, дійсно, знайомляться з ангелом…

## У ролях
| Актор                   | Роль                |
| ----------------------- | ------------------- |
| Джон Траволта           | Майкл               |
| Енді Макдавелл          | Дороті Вінтерс      |
| Вільям Герт             | Френк Квінлан       |
| Боб Госкінс             | Вартан Малт         |
| Роберт Пастореллі       | Г'юі Дрісколл       |
| Жан Стейплтон           | Пенсі Мілбанк       |
| Террі Гарр              | суддя Естер Ньюберг |
| Воллес Ленгхем          | Брюс Креддок        |
| Джой Лорен Адамс        | Аніта               |
| Карла Гуджино           | наречена            |
| Том Ходжес              | наречений           |
| Кетрін Ллойд Бернс      | Еві                 |
| Річард Шифф             | офіціант-італієць   |
| Келвін Тріллін          | шериф               |
| Дональд Дж. Лі молодший | судовий пристав     |

## Знімальна група
- Автори сценарію — Нора Ефрон, Делія Ефрон[en], Пітер Декстер[en], Джим Квінлан[en]
- Режисер-постановник — Нора Ефрон
- Оператор — Джон Ліндлі[en]
- Композитор: Ренді Ньюман
- Редактор — Джеральдіна Пероні[en]
- Художник-постановник — Ден Девіс
- Костюми — Елізабет МакБрайд[en]
- Виконавчі продюсери — Делія Ефрон, Джонатан Крейн[en]
- Продюсери — Шон Деніел, Нора Ефрон, Джеймс Джекс

## Касові збори
Фільм став хітом переглядів. Прем'єра відбулася в день Різдва і принесла творцям $17,435,711 в перші вихідні (на $3.4 мільйона доларів більше, ніж виручив Джеррі Магуайер за три тижні попередніх переглядів).
- В США: $95 318 203
- За кордоном: $24 400 000
- У всьому світі: $119 718 203

## Прем'єри
Світова прем'єра фільму відбулася 1996 року.

## Випуски
У США вперше фільм випустила компанія Warner Home Video на VHS відеокасетах 1996 року. Також у США фільм випускала компанія Warner Home Video на LD-дисках. На DVD-дисках у США фільм вперше випустила компанія Warner Home Video 1997 року.

## Теми та інтерпретації
На відміну від популярних зображень ангелів, Михаїл зображений як питущий, курящий нечупара, але здатний дарувати несподівану мудрість[2].
Професор Крістофер Р. Міллер порівняв зображення ангелів у "Михаїлі" з зображенням Джона Мільтона у "Втраченому раю". Мільтон представив ангелів як "шестикрилих перевертнів, які патрулюють галактику, залишаючи за собою паровий слід небесних пахощів". Міллер зазначає, що Михаїл зображений як такий, що воює з Люцифером зі щитами, що нагадують "два широких сонця", і приписує Михаїлу посилання на цю міфологію.